# Dallas (Telefon)

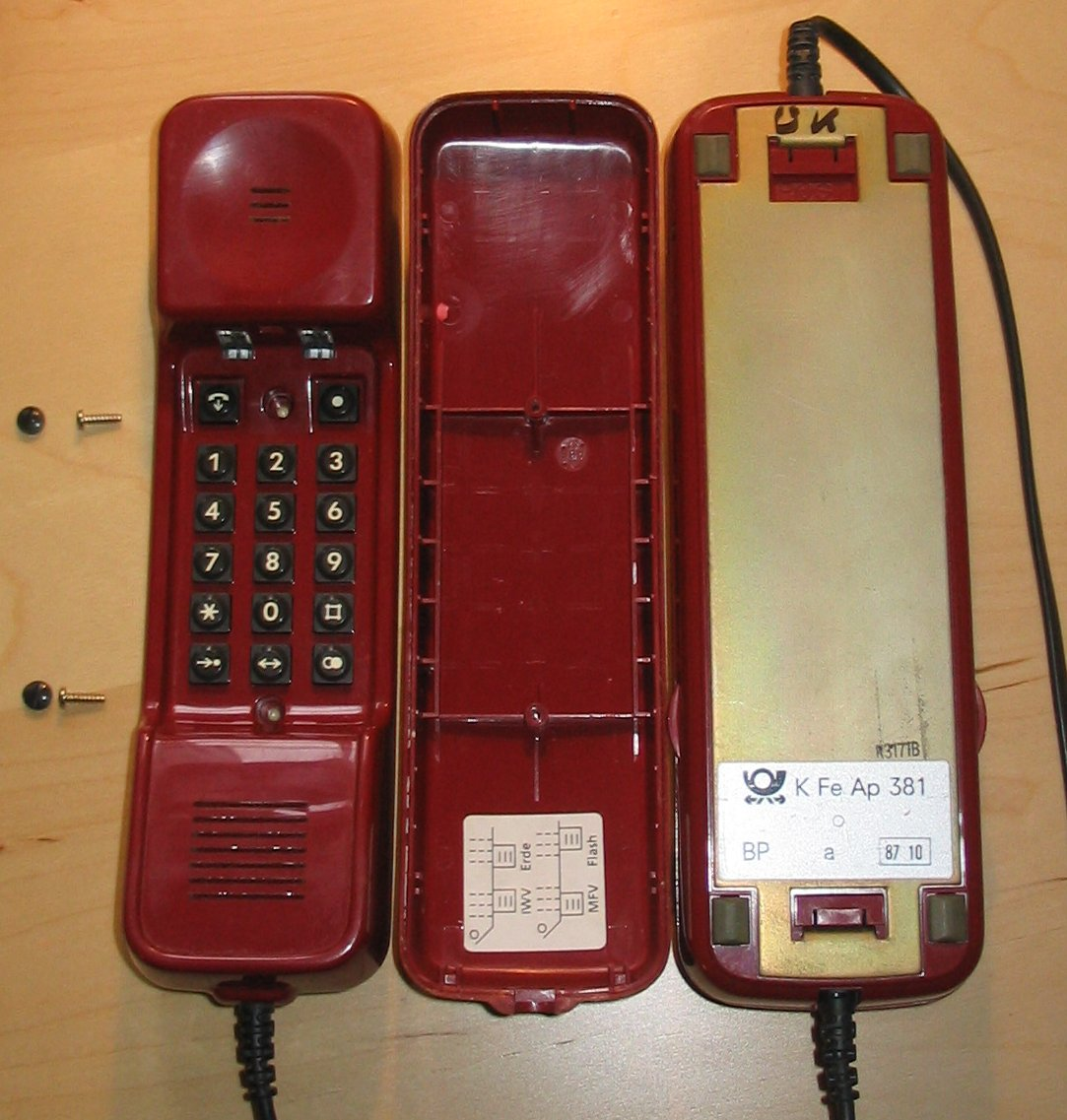
Geöffnetes KFeAp 381 der Deutschen Bundespost (Dallas LX) von Oktober 1987

Dallas bzw. Dallas LX sind die Namen zweier analoger Telefonmodelle, die von der Deutschen Bundespost und der Deutschen Telekom in den 1980er und 1990er Jahren als Miet- und später auch als Kaufgerät angeboten wurden.

## Hintergrund
Bis Ende der 1980er Jahre besaß die Bundespost in Deutschland ein Monopol auf die Vermietung von Telefon-Endgeräten. Anfang der 1980er Jahre entstand erstmals so etwas wie Modellvielfalt, als Telefone mit verschiedenen Designs, Farben und Funktionen zur Miete angeboten wurden. Eines dieser Modelle war Dallas bzw. später Dallas LX.
Als Vorgänger kann das wenig verbreitete Modell „Manhattan“ (DFeAp 370/390) gelten. Weitere Kompakttelefone, deren Wähleinrichtung in den Hörer integriert ist, sind bspw. die Modelle „Kiel“, „Kiel Hanseat“, „Piccolo“, „Spheron“, „Spheron E“.
Hersteller der Dallas-Reihe war die Firma Siemens, die unter der Bezeichnung miniset 200 ein dem Dallas baugleiches Gerät anbot, zu dieser Zeit jedoch nur für private Nebenstellenanlagen. Später kam ein äußerlich sehr ähnliches Gerät unter der Bezeichnung miniset 280 dazu. Es verfügte zusätzlich über ein LC-Display.

## Namensgebung
Tastentelefone mit in den Telefonhörer integrierter Tastatur waren dem deutschen Verbraucher in den 1980er Jahren vor allem aus der damals sehr erfolgreichen Fernsehserie Dallas bekannt; so entstand der Name. Die Gerätebezeichnung des Dallas ist KTel 372 (Kompakt-Telefon 372). Entsprechend der „Premium“-Linie der Bundespost erhielt das – besser ausgestattete – Nachfolgemodell den Namen Dallas LX. Die Gerätebezeichnung des Dallas LX ist KTel 381 (Kompakt-Telefon 381). Später erschien noch das KTel 381-2. Es hatte die gleiche Ausstattung, unterschied sich jedoch bei der Programmierung: Die erste Version muss teilweise über klassische Jumper im Innern des Handgerätes programmiert werden, die zweite Version über die auch bei späteren Apparaten üblichen Programmiersequenzen über das Tastenfeld. Optische Unterscheidungsmerkmale: Version 1 hat in der untersten Tastenreihe in der Mitte einen unüblichen Doppelpfeil und einen Punkt auf der Vermittlungstaste (Erde/Flash), Version 2 die weit verbreitete SET-Taste (Pfeil zeigt nach rechts in eine Raute) und das später übliche „R“.

## Ausstattung
Das ursprüngliche Modell Dallas (umrüstbar als Tisch- oder Wandmodell) arbeitete mit dem Impulswahlverfahren und hatte Wahlwiederholung und eine beleuchtete Tastatur sowie einen elektronischen Tonruf anstelle einer mechanischen Glocke. Lieferbar war das Gerät in den Farben Elfenbein, Moosgrün, Weinrot und Dunkelbraun (nicht Dallas LX). Das Dallas LX konnte auf das Mehrfrequenzwahlverfahren umgeschaltet werden und besaß einen Speicher für zehn Rufnummern sowie einen Mithörlautsprecher. Der Tastenblock erhielt ein modifiziertes Design.

## Preis
Der Mietpreis änderte sich mit den Jahren. 1990 betrug der monatliche Mietpreis für das Telefon Dallas 7,01 DM und für das Dallas LX 7,81 DM. Zum Vergleich: Zur gleichen Zeit betrugen die Mietkosten für ein Standardtelefon mit Wählscheibe 2,39 DM, mit Tastenfeld 3,02 DM oder eines mit Tastenfeld, Tonrufeinrichtung und Wahlwiederholung 3,31 DM (Auszüge aus der ersten historischen Preisliste nach der Liberalisierung des Endgerätemarktes).
Bei Anschluss als Zweit- oder Drittapparat (mit Umschaltrelais) kamen jeweils ca. 1,60 DM hinzu. Als das Modell Dallas in den Verkauf kam, lag der Preis bei ca. 160 DM.